# Ophiogomphus caudoforcipus
Ophiogomphus caudoforcipus är en trollsländeart som beskrevs av Yousuf och Yunus 1977. Ophiogomphus caudoforcipus ingår i släktet Ophiogomphus och familjen flodtrollsländor. Inga underarter finns listade i Catalogue of Life.